# Bert Moerman
Bert Moerman (1987) is een Belgisch schrijver.

## Levensloop
Moerman groeide op in Zuienkerke. Zijn eerste boek Niet dat het iets uitmaakt (Polis), dat hij in New York schreef, leverde hem de publieksprijs van De Bronzen Uil op. 
Naast boeken schrijft hij scenario's voor film en televisie, en columns.